# Drosophila addisoni
Drosophila addisoni är en tvåvingeart som beskrevs av Crodowaldo Pavan 1950. Drosophila addisoni ingår i släktet Drosophila och familjen daggflugor.
Artens utbredningsområde är Brasilien.